# رنت تراك (شركة)
رنت تراك (بالإنجليزية: Rentrak) شركة أبحاث وقياسات إعلامية عالمية تخدم صناعة الترفيه. مقرها في بورتلاند، أوريغون، الولايات المتحدة، ولها مكاتب إضافية في الولايات المتحدة وحول العالم. أكملت شركة «كوم سكور comScore» في فبراير 2016 استحواذها على «رنت تراك» في صفقة شاملة لشراء جميع الأسهم، بقيمة 768 مليون دولار.

## معلومات الشركة
طورت شركة «رنت تراك» مقاييس لاستخدامها كعملات قاعدة بيانات لتقييم وبيع المحتوى الترفيهي عبر العديد من المنصات بما في ذلك شباك التذاكر، والتلفزيون متعدد الشاشات، والفيديو المنزلي. تتعقب الشركة سلوك المشاهدة من أكثر من 35 مليون جهاز تلفزيون في جميع الأسواق البالغ عددها 210 سوقًا. إنها الشركة الوحيدة في الصناعة التي توفر فيديو لقياس الطلب، يتم الحصول عليها من بيانات فك التشفير، وهي أيضًا المزود الوحيد لذكاء مبيعات تذاكر شباك التذاكر في الوقت الفعلي في جميع أنحاء العالم. تنشر «رنت تراك» مخططات ترفيهية أسبوعية تحتل المرتبة العشرة الأولى في شباك التذاكر، وفيديو حسب الطلب، ومبيعات وتأجير أقراص (DVD)، ومبيعات ألعاب الفيديو، والمشاركة التلفزيونية.

## تاريخ الشركة
بدأت شركة «رنت تراك» كسلسلة فيديو وطنية باسم «ناشيونال فيديو» والتي تم تأسيسها في عام 1977. طور رون بيرجر مؤسس «ناشيونال فيديو» ما يُعرف الآن بنظام الدفع لكل معاملة (PPT) والذي يسمح لاستوديوهات وتجار التجزئة باستئجار عناوين الأفلام بدلاً من شرائها. تم طرح الشركة للاكتتاب العام في عام 1986. في عام 1988، وفي مواجهة المنافسة باع بيرجر سلسلة امتياز الفيديو الوطنية وأعاد تسمية الشركة «رنت تراك». استقال بيرجر، وعمل بول روزنباوم كرئيس تنفيذي من سبتمبر 2000 إلى يونيو 2009، عندما تم تعيين بيل لايفك في منصب الرئيس التنفيذي. مدد بيل ليفك عقده، جنبًا إلى جنب مع رئيس العمليات/ المدير المالي للشركة، ديفيد تشيميرو، إلى منتصف عام 2015 في نوفمبر 2011.
استحوذت «رنت تراك» في ديسمبر 2009 على Nielsen EDI الشركة الرائدة في قياس شباك التذاكر، مقابل 15 مليون دولار. جعلت الصفقة من شركة «رنت تراك» المزود الوحيد لمعلومات مبيعات تذاكر شباك التذاكر في جميع أنحاء العالم للاستوديوهات ومحللي الصناعة. اعتبارًا من يوليو 2015، أكثر من 440 محطة محلية من 68 مجموعة محطات تستخدم منتجات «رنت تراك» لقياس الوسائط اليومية.
اشترى مارك كوبان، ملياردير الإنترنت، مالك دالاس مافريكس، 120 ألف سهم إضافي من شركة «رنت تراك» في 22 أغسطس 2011، ويمتلك بذلك حصة ملكية بنسبة 8.7 %  في الشركة اعتبارًا من 22 سبتمبر 2011. لقد كان يجمع شركة «رنت تراك» المخزون منذ عام 2004. باع حصته في الشركة في مايو 2015.

## وصلات خارجية
https://www.comscore.com/ رنت تراك (شركة)